# Inter-AM 1970
La temporada de 1970 de la Inter-AM, anomenada oficialment 1970 Inter-AM series, fou la 4a edició d'aquest campionat, organitzat per l'importador de Husqvarna als Estats Units, Edison Dye. El calendari oficial constava de 10 proves (algun cap de setmana, amb dues d'alternatives disponibles), celebrades entre el 4 d'octubre i el 6 de desembre.
Aquella fou la darrera edició de la Inter-AM, ja que aquell mateix any l'AMA va instaurar una competició de similars característiques que en prengué el relleu a partir de 1971, després d'haver-se celebrat paral·lelament el 1970: la Trans-AMA.
El 1970, les rondes de la Inter-AM constaven de diverses curses per a les diferents categories de pilots i motocicletes, sovint repartides entre els dos dies de durada de l'esdeveniment, al llarg del cap de setmana. Pel que fa als pilots internacionals, competien en la cilindrada de 500 cc el resultat de la qual es decidia en tres mànegues de 30 minuts cadascuna. Åke Jonsson guanyà clarament el torneig després d'obtenir-hi set victòries a les 10 proves puntuables.

## Rondes
Fonts:
| Ronda | Data           | Lloc                       | Guanyador           | Motocicleta |
| ----- | -------------- | -------------------------- | ------------------- | ----------- |
| 1A    | 4 d'octubre    | Copetown                   | Torsten Hallman     | Husqvarna   |
| 1B    | 4 d'octubre    | Elkhorn (Wisconsin)        | Åke Jonsson         | Maico       |
| 2     | 11 d'octubre   | Pepperell (Massachusetts)  | Arne Kring          | Husqvarna   |
| 3     | 18 d'octubre   | Linnville (Ohio)           | Åke Jonsson         | Maico       |
| 4A    | 25 d'octubre   | Atlanta (Geòrgia)          | Bengt Åberg         | Husqvarna   |
| 4B    | 25 d'octubre   | Tulsa (Oklahoma)           | Arne Kring          | Husqvarna   |
| -     | 30 d'octubre   | Gardena (Califòrnia)       | Willy Bauer         | Maico       |
| 5     | 1 de novembre  | Los Angeles (Califòrnia)   | Åke Jonsson         | Maico       |
| 6A    | 8 de novembre  | Lafayette (Colorado)       | Sylvain Geboers     | Suzuki      |
| 6B    | 8 de novembre  | Sacramento (Califòrnia)    | Åke Jonsson         | Maico       |
| 7A    | 15 de novembre | Houston (Texas)            | Otakar Toman        | ČZ          |
| 7B    | 15 de novembre | Phoenix (Arizona)          | Bengt Åberg         | Husqvarna   |
| 8A    | 22 de novembre | Honolulu (Hawaii)          | Christer Hammargren | Husqvarna   |
| 8B    | 22 de novembre | Portland (Oregon)          | Åke Jonsson         | Maico       |
| 9     | 29 de novembre | San Francisco (Califòrnia) | Åke Jonsson         | Maico       |
| 10    | 6 de desembre  | Irvine (Califòrnia)        | Åke Jonsson         | Maico       |

Notes
1. ↑  Barri de Hamilton (Ontario)
2. ↑  Circuit d'Honda Hills
3. ↑  Prova especial nocturna, celebrada al circuit d'Ascot Park
4. ↑  Circuit de Bay Mare
5. ↑  Circuit de Coal Creek
6. ↑  Circuit de White Rock
7. ↑  Circuit de Livermore
8. ↑  Circuit de Saddleback Park

## Classificació final
| Posició | Pilot               | Equip     | Punts | Victòries |
| ------- | ------------------- | --------- | ----- | --------- |
| 1       | Åke Jonsson         | Maico     | ?     | 7         |
| 2       | Bengt Åberg         | Husqvarna | ?     | 2         |
| 3       | Christer Hammargren | Husqvarna | ?     | 1         |
| 4       | Willi Bauer         | Maico     | ?     | 1         |
| 5       | Sylvain Geboers     | Suzuki    | ?     | 1         |
| 6       | Torsten Hallman     | Husqvarna | ?     | 1         |
| 7       | Arne Kring          | Husqvarna | ?     | 2         |
| 8       | Miroslav Halm       | ČZ        | ?     | 0         |
| 9       | Otakar Toman        | ČZ        | ?     | 1         |
| 10      | Jacques Vernier     | ČZ        | ?     | 0         |

## Resultats per ronda
Font:

### Ronda 1
Celebrada el 4 d'octubre amb dues alternatives:
| Posició | Pilot            | Equip     |
| ------- | ---------------- | --------- |
| 1       | Torsten Hallman  | Husqvarna |
| 2       | Gunnar Lindstrom | Husqvarna |
| 3       | Willi Bauer      | Maico     |
| 4       | Jacques Vernier  | ČZ        |
| 5       | Norm Richens     | ?         |
| 6       | Arne Kring       | Husqvarna |

| Posició | Pilot               | Equip     |
| ------- | ------------------- | --------- |
| 1       | Åke Jonsson         | Maico     |
| 2       | Bengt Åberg         | Husqvarna |
| 3       | Otakar Toman        | ČZ        |
| 4       | Christer Hammargren | Husqvarna |
| 5       | John DeSoto         | ČZ        |
| 6       | Bill Silverthorne   | Husqvarna |
| 7       | Mike Runyard        | Montesa   |

### Ronda 2
Celebrada l'11 d'octubre a Pepperell (Massachusetts)
| Posició | Pilot               | Equip     |
| ------- | ------------------- | --------- |
| 1       | Arne Kring          | Husqvarna |
| 2       | Bengt Åberg         | Husqvarna |
| 3       | Åke Jonsson         | Maico     |
| 4       | Christer Hammargren | Husqvarna |
| 5       | Torsten Hallman     | Husqvarna |
| 6       | Willi Bauer         | Maico     |
| 7       | Dave Bickers        | ČZ        |

### Ronda 3
"Mid-States Moto-Cross", celebrat el 18 d'octubre al circuit d'Honda Hills, Linnville (Ohio)
| Posició | Pilot               | Equip     |
| ------- | ------------------- | --------- |
| 1       | Åke Jonsson         | Maico     |
| 2       | Bengt Åberg         | Husqvarna |
| 3       | Christer Hammargren | Husqvarna |
| 4       | Willi Bauer         | Maico     |
| 5       | Dave Bickers        | ČZ        |
| 6       | Robert Taylor       | Husqvarna |
| 7       | John DeSoto         | ČZ        |

### Ronda 4
Celebrada el 25 d'octubre amb dues alternatives:
| Posició | Pilot           | Equip     |
| ------- | --------------- | --------- |
| 1       | Bengt Åberg     | Husqvarna |
| 2       | Åke Jonsson     | Maico     |
| 3       | Torsten Hallman | Husqvarna |
| 4       | Willi Bauer     | Maico     |
| 5       | Otakar Toman    | ČZ        |
| 6       | Bob Grossi      | Husqvarna |
| 7       | Mike Runyard    | Montesa   |

| Posició | Pilot               | Equip     |
| ------- | ------------------- | --------- |
| 1       | Arne Kring          | Husqvarna |
| 2       | Christer Hammargren | Husqvarna |
| 3       | Dave Bickers        | ČZ        |
| 4       | Mike Runyard        | Montesa   |
| 5       | John DeSoto         | ČZ        |
| 6       | Jacques Vernier     | ČZ        |
| 7       | Tim Hart            | Montesa   |

### Especial
Prova no puntuable celebrada el 30 d'octubre al circuit d'Ascot Park, Gardena (Califòrnia)
| Posició | Pilot            | Equip   |
| ------- | ---------------- | ------- |
| 1       | Willi Bauer      | Maico   |
| 2       | Åke Jonsson      | Maico   |
| 3       | Rich Thorwaldson | Rickman |
| 4       | Jim West         | AJS     |
| 5       | Andy Roberton    | AJS     |
| 6       | Roger De Coster  | ČZ      |
| 7       | Miroslav Halm    | ČZ      |

### Ronda 5
Celebrada l'1 de novembre al circuit de Bay Mare, Los Angeles (Califòrnia)
| Posició | Pilot           | Equip     |
| ------- | --------------- | --------- |
| 1       | Åke Jonsson     | Maico     |
| 2       | Arne Kring      | Husqvarna |
| 3       | Sylvain Geboers | Suzuki    |
| 4       | Miroslav Halm   | ČZ        |
| 5       | Willi Bauer     | Maico     |
| 6       | Torsten Hallman | Husqvarna |
| 7       | Roger De Coster | ČZ        |

### Ronda 6
Celebrada el 8 de novembre amb dues alternatives:
| Posició | Pilot               | Equip     |
| ------- | ------------------- | --------- |
| 1       | Sylvain Geboers     | Suzuki    |
| 2       | Christer Hammargren | Husqvarna |
| 3       | Jacques Vernier     | ČZ        |
| 4       | John DeSoto         | ČZ        |
| 5       | Arne Kring          | Husqvarna |
| 6       | Miroslav Halm       | ČZ        |
| 7       | Otakar Toman        | ČZ        |

| Posició | Pilot           | Equip     |
| ------- | --------------- | --------- |
| 1       | Åke Jonsson     | Maico     |
| 2       | Bengt Åberg     | Husqvarna |
| 3       | Roger De Coster | ČZ        |
| 4       | Willi Bauer     | Maico     |
| 5       | Torsten Hallman | Husqvarna |
| 6       | Dave Bickers    | ČZ        |
| 7       | Bob Grossi      | Husqvarna |

### Ronda 7
Celebrada el 15 de novembre amb dues alternatives:
| Posició | Pilot               | Equip     |
| ------- | ------------------- | --------- |
| 1       | Otakar Toman        | ČZ        |
| 2       | Sylvain Geboers     | Suzuki    |
| 3       | Miroslav Halm       | ČZ        |
| 4       | Christer Hammargren | Husqvarna |
| 5       | John DeSoto         | ČZ        |
| 6       | Jacques Vernier     | ČZ        |
| 7       | S. Nobbs            | ČZ        |

| Posició | Pilot         | Equip     |
| ------- | ------------- | --------- |
| 1       | Bengt Åberg   | Husqvarna |
| 2       | Åke Jonsson   | Maico     |
| 3       | Willi Bauer   | Maico     |
| 4       | Robert Taylor | Husqvarna |
| 5       | Bob Grossi    | Husqvarna |
| 6       | Dave Bickers  | ČZ        |
| 7       | Gary Bailey   | Greeves   |

### Ronda 8
Celebrada el 22 de novembre amb dues alternatives:
| Posició | Pilot               | Equip     |
| ------- | ------------------- | --------- |
| 1       | Christer Hammargren | Husqvarna |
| 2       | Sylvain Geboers     | Suzuki    |
| 3       | Miroslav Halm       | ČZ        |
| 4       | Otakar Toman        | ČZ        |
| 5       | Torsten Hallman     | Husqvarna |
| 6       | John DeSoto         | ČZ        |
| 7       | Robert McDonough    | ?         |

| Posició | Pilot        | Equip     |
| ------- | ------------ | --------- |
| 1       | Åke Jonsson  | Maico     |
| 2       | Bengt Åberg  | Husqvarna |
| 3       | Willi Bauer  | Maico     |
| 4       | Robert Leach | Husqvarna |
| 5       | Rob Taylor   | Husqvarna |
| 6       | Bob Grossi   | Husqvarna |
| 7       | Mike Runyard | Montesa   |

### Ronda 9
Celebrada el 29 de novembre al circuit de Livermore, San Francisco (Califòrnia)
| Posició | Pilot               | Equip     |
| ------- | ------------------- | --------- |
| 1       | Åke Jonsson         | Maico     |
| 2       | Bengt Åberg         | Husqvarna |
| 3       | Christer Hammargren | Husqvarna |
| 4       | Sylvain Geboers     | Suzuki    |
| 5       | Roger De Coster     | ČZ        |
| 6       | Andy Roberton       | AJS       |
| 7       | Willi Bauer         | Maico     |

### Ronda 10
Celebrada el 6 de desembre al circuit de Saddleback Park, Irvine (Califòrnia)
| Posició | Pilot               | Equip     |
| ------- | ------------------- | --------- |
| 1       | Åke Jonsson         | Maico     |
| 2       | Bengt Åberg         | Husqvarna |
| 3       | Sylvain Geboers     | Suzuki    |
| 4       | Miroslav Halm       | ČZ        |
| 5       | Christer Hammargren | Husqvarna |
| 6       | Jeff Smith          | BSA       |
| 7       | Willi Bauer         | Maico     |